# Parti démocratique serbe
Ne doit pas être confondu avec Parti démocratique de Serbie.
Le Parti démocratique serbe (en serbe cyrillique : Српска демократска Странка ; en serbe latin : Srpska Demokratska Stranka ; en abrégé : СДС et SDS) est un parti politique de Bosnie-Herzégovine. Créé en 1992, il a son siège à Banja Luka, la capitale de la république serbe de Bosnie, et est dirigé par Mladen Bosić, qui a succédé à Dragan Čavić. Considéré comme un parti conservateur et nationaliste, il défend les intérêts des Serbes de Bosnie[réf. nécessaire].

## Représentation
Lors des élections législatives de 2006, le SDS a été battu par l'Alliance des sociaux-démocrates indépendants (SNSD) de l'actuel président du gouvernement de la république serbe de Bosnie, Milorad Dodik. Lors des élections locales de 2008, il a obtenu 1 siège sur 31 dans l'assemblée de la ville de Banja Luka. 

## Membres historiques
Parmi les membres les plus importants Parti démocratique serbe, on peut citer Radovan Karadžić, fondateur du parti, accusé de crimes de guerre et de crimes contre l'humanité par le Tribunal pénal international pour l'ex-Yougoslavie, Biljana Plavšić, qui a plaidé coupable devant le même tribunal en raison de ses actions contre les Bosniens musulmans et les Croates lors de la guerre de Bosnie-Herzégovine, ou encore Momčilo Krajišnik, accusé de génocide, de crimes contre l'humanité et de violation des lois de la guerre, ainsi que Nikola Koljević[réf. nécessaire].